# Млинівка (притока Капелівки)
Мли́нівка — річка в Україні, в межах Яворівського і Жовківського районів Львівської області. Притока Капелівки (басейн Західного Бугу). 

## Опис
Довжина 12 км, площа басейну 352 км². У верхній течії Млинівка тече вузькою і порівняно глибокою долиною, затиснутою з обох боків пагорбами Розточчя. Річище слабозвивисте; дно піщене, місцями кам'янисте, є бистрини і перекати. Нижче села Бірок річка тече вздовж залізничної колії Львів — Рава-Руська. Тут долина розширяється, тому річка здебільшого заболочена, дно переважно піщано-мулисте, місцями кам'янисте. 

## Розташування
Млинівка бере початок на північ від села Рокитне, в урочищі Полянський Ліс. Тече через села: Рокитне, Бірки і Завадів. Між селами Завадів і Зашків води Млинівки наповнюють великий став, з якого витікає річка Капелівка. 

## Цікаві факти
- Спочатку річка тече з півночі на південь/південний-схід, але в селі Бірках вона різко повертає на північ і далі плавно — на північний схід. Так Млинівка утворює гострий кут у формі величезної літери V.
- На думку геологів, води Млинівки в далекому минулому текли до притоки Дністра Верещиці, але з часом струмок Недільчина (нині це продовження Млинівки) через відносно швидку регресивну ерозію водорозділу досяг долини (в районі села Бірок), якою текла Млинівка, і перехопив її у річкову систему Західного Бугу.
- У пониззі до Млинівки примикає (зі сходу і південного сходу) лісовий заказник «Гряда».

## Фотографії

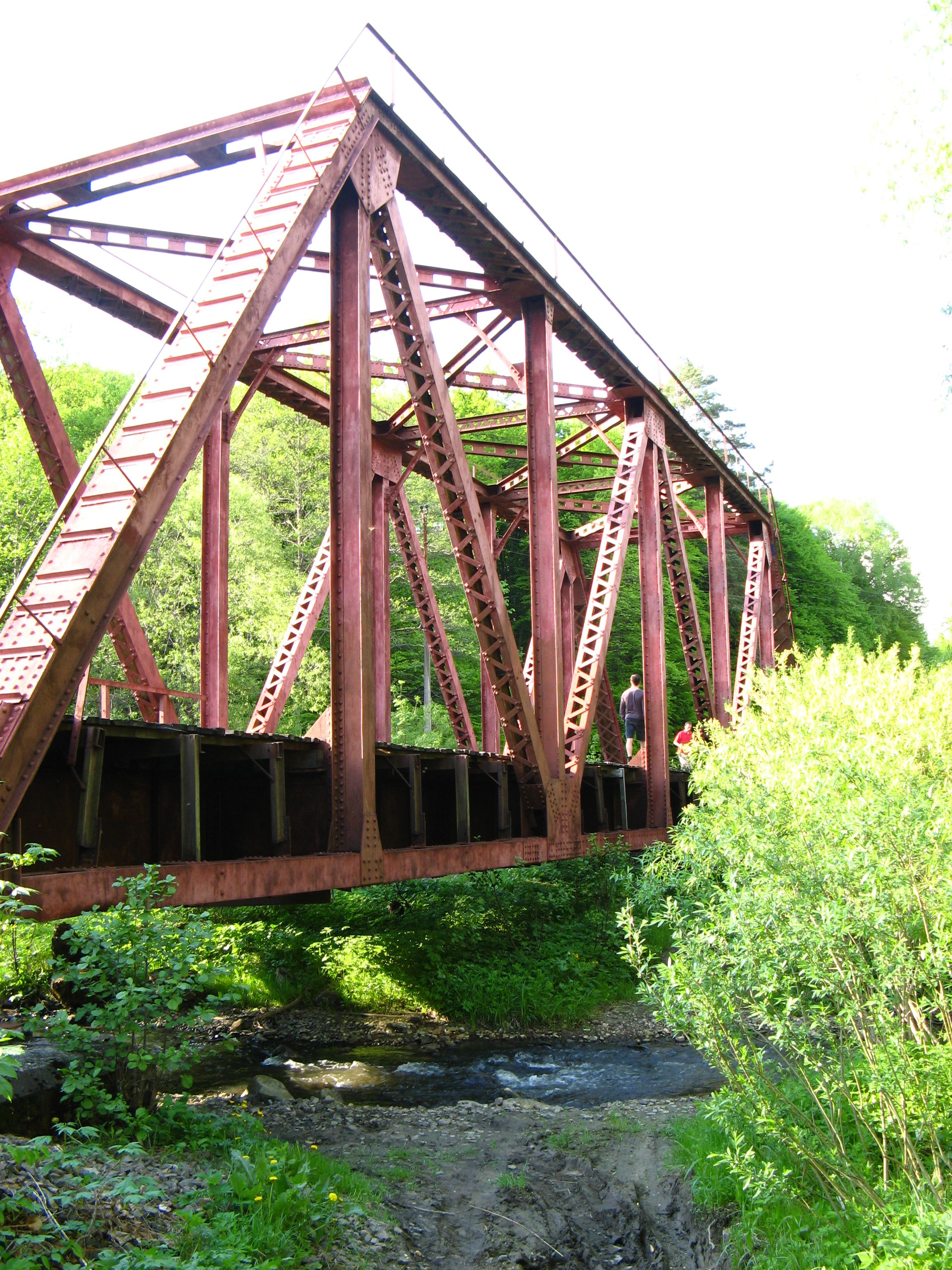
Залізничний міст на Млинівці (лінія Львів — Рава-Руська)
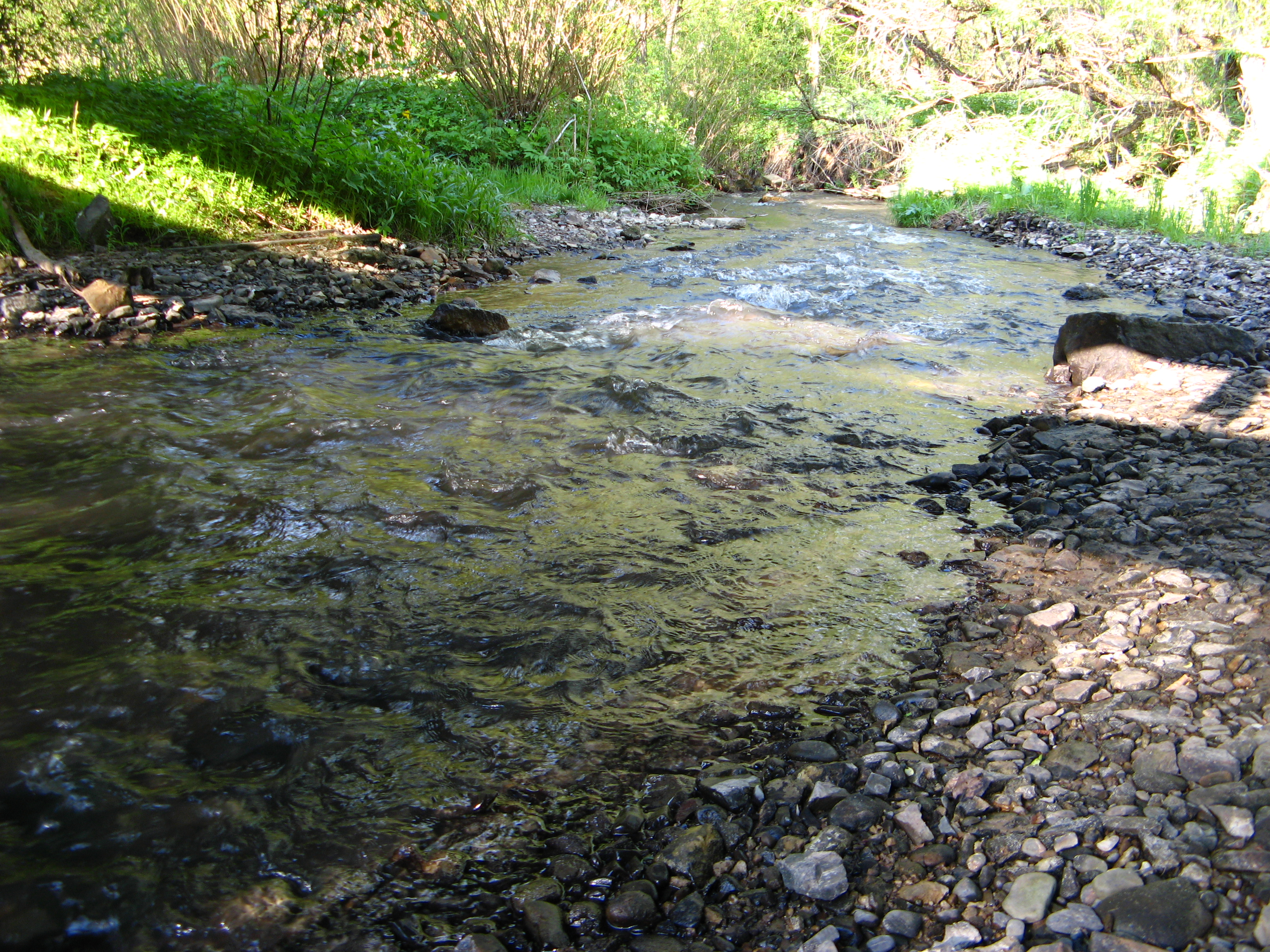
Бистрина на Млинівці
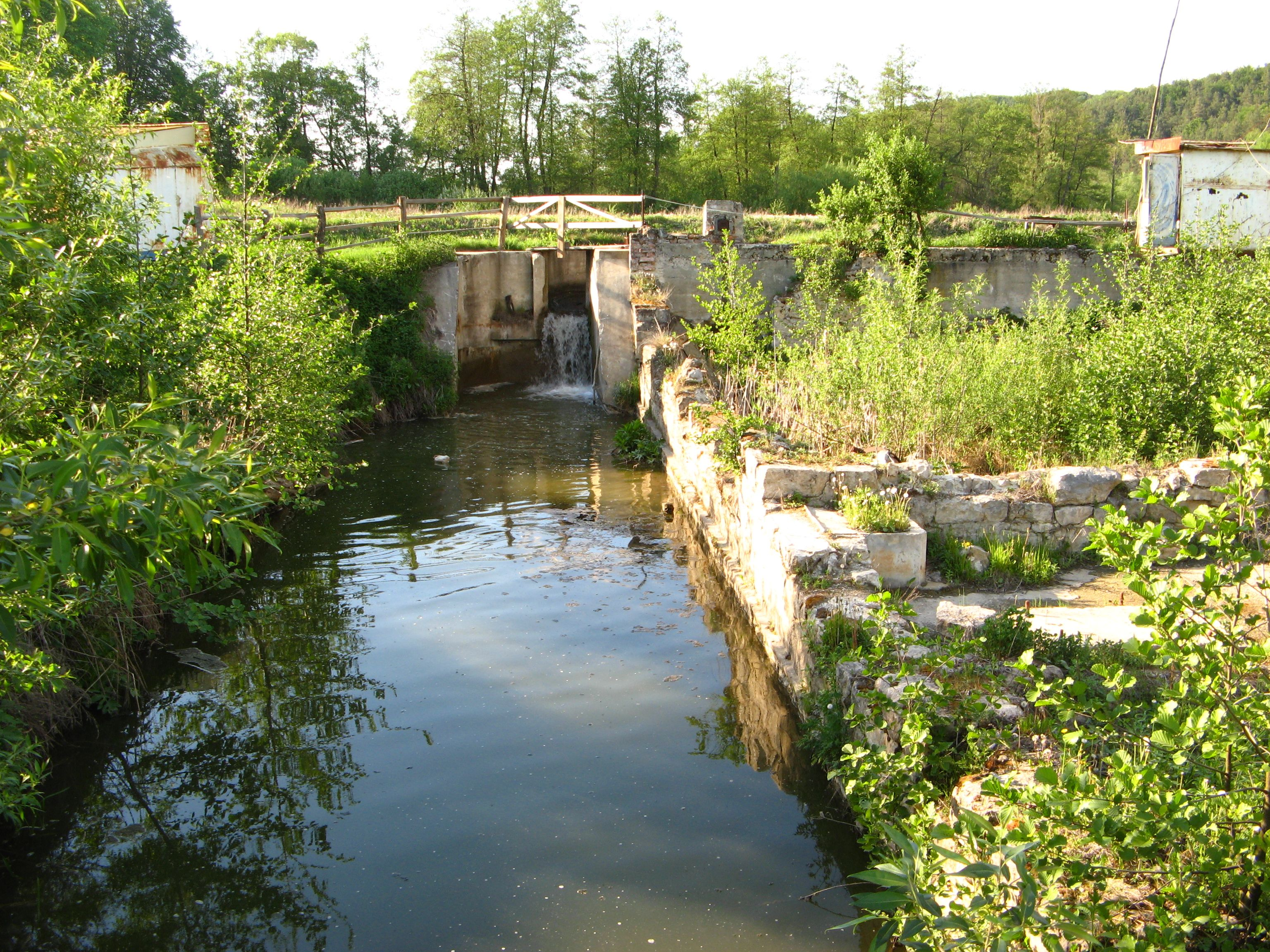
Залишки водяного млина в селі Рокитне